# South Wales Main Line
La South Wales Main Line (en anglais) ou Prif Linell De Cymru (en gallois) est une ligne de chemin de fer qui relie les villes de Swindon et Swansea à travers le Wiltshire et le sud-est du pays de Galles via Bristol.
Il s'agit d'une branche de la Great Western Main Line, qui relie Londres (gare de Paddington) à Bristol (gare de Bristol Temple Meads). Elle s'en sépare un peu après Swindon pour emprunter un itinéraire beaucoup plus court jusqu'à Bristol en empruntant la ligne de Badminton (en).
Elle emprunte notamment le tunnel de la Severn (en), un tunnel de 7 km de long creusé sous l'estuaire de la Severn.

## Desserte
La ligne dessert :
- en Angleterre :
  - Swindon (gare de Swindon (en))
  - Bristol (gare de Bristol Parkway (en))
  - Patchway
  - Pilning

- au pays de Galles :
  - Severn Tunnel Junction (en)
  - Newport (gare de Newport)
  - Cardiff (gare de Cardiff Central)
  - Pontyclun
  - Pencoed
  - Bridgend (gare de Bridgend (en))
  - Port Talbot (gare de Port Talbot Parkway (en))
  - Neath (gare de Neath (en))
  - Swansea (gare de Swansea (en))